# Movistar Team (vrouwenwielerploeg)/2023

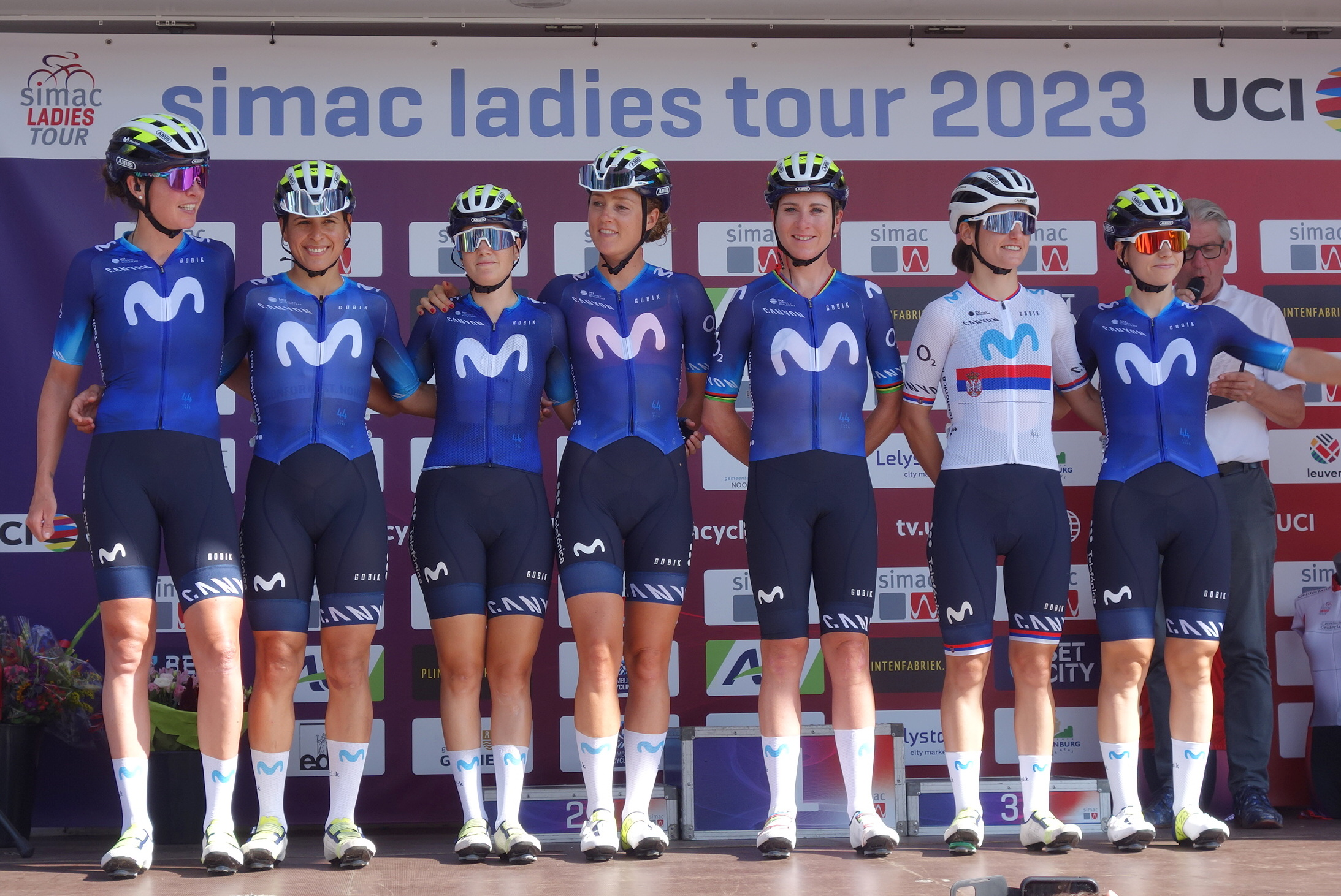
De ploeg in de Simac Ladies Tour 2023.

Deze pagina geeft een overzicht van de vrouwenwielerploeg Movistar Team in 2023.

## Algemeen
Algemeen manager: Sebastian Unzue Gravalos
Ploegleiders: Jürgen Roelandts, Jorge Sanz
Fietsmerk: Canyon

## Renners
| Naam                 | Geboortedatum | Nationaliteit | Ploeg 2022                             |
| -------------------- | ------------- | ------------- | -------------------------------------- |
| Katrine Aalerud      | 04-12-1994    | Noorwegen     |                                        |
| Aude Biannic         | 27-03-1991    | Frankrijk     |                                        |
| Jelena Erić          | 15-01-1996    | Servië        |                                        |
| Sarah Gigante        | 02-10-2000    | Australië     |                                        |
| Alicia González      | 27-05-1995    | Spanje        |                                        |
| Sheyla Gutiérrez     | 01-01-1994    | Spanje        |                                        |
| Liane Lippert        | 13-01-1998    | Duitsland     | Team DSM                               |
| Floortje Mackaij     | 18-10-1995    | Nederland     | Team DSM                               |
| Sara Martin          | 22-03-1999    | Spanje        |                                        |
| Mareille Meijering*  | 11-03-1995    | Nederland     | Multum Accountants Ladies Cycling Team |
| Emma Norsgaard       | 26-07-1999    | Denemarken    |                                        |
| Lourdes Oyarbide     | 08-05-1995    | Spanje        |                                        |
| Paula Patiño         | 29-03-1997    | Colombia      |                                        |
| Gloria Rodríguez     | 06-03-1997    | Spanje        |                                        |
| Arlenis Sierra       | 07-12-1992    | Cuba          |                                        |
| Annemiek van Vleuten | 08-10-1982    | Nederland     |                                        |

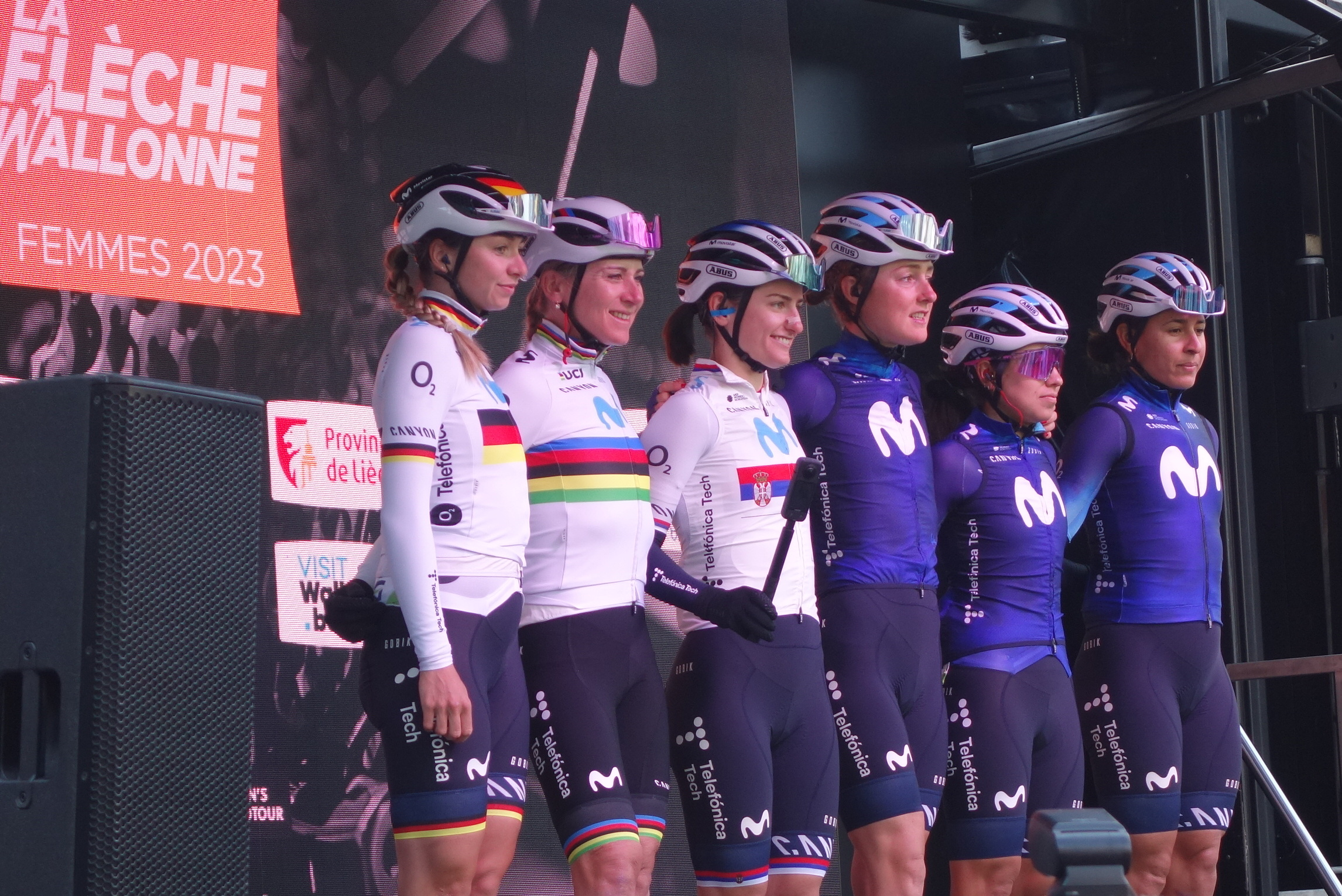
De ploeg in de Waalse Pijl 2023.

* vanaf 1 mei; overgekomen van Zaaf Cycling Team

### Vertrokken
| Naam              | Geboortedatum | Nationaliteit | Ploeg 2023   |
| ----------------- | ------------- | ------------- | ------------ |
| Barbara Guarischi | 10-02-1990    | Italië        | Team SD Worx |

## Overwinningen
| Centraal-Amerikaanse en Caraïbische Spelen, tijdrit: Arlenis Sierra Centraal-Amerikaanse en Caraïbische Spelen, wegwedstrijd: Arlenis Sierra Nationale kampioenschappen wielrennen Cuba - tijdrit: Arlenis Sierra Denemarken - tijdrit: Emma Bjerg Duitsland - wegwedstrijd: Liane Lippert Servië - tijdrit: Jelena Erić Servië - wegwedtrijd: Jelena Erić Ronde van Valencia Floortje Mackaij Ronde van Spanje Eindklassement: Annemiek van Vleuten Ruta del Sol 4e etappe: Sara Martín Eindklassement: Katrine Aalerud | Ronde van Italië 2e etappe: Annemiek van Vleuten 6e etappe: Annemiek van Vleuten 7e etappe: Annemiek van Vleuten Eindklassement: Annemiek van Vleuten Puntenklassement: Annemiek van Vleuten Bergklassement: Annemiek van Vleuten Ploegenklassement: *1) Baloise Ladies Tour 4e etappe: Jelena Erić Tour de France Femmes 2e etappe: Liane Lippert 6e etappe: Emma Bjerg | Ronde van Scandinavië Eindklassement: Annemiek van Vleuten Ronde van Romandië 3e etappe: Liane Lippert Ronde van de Drie Valleien Liane Lippert |

*1) Ploeg Ronde van Italië: Biannic, Gutiérrez, Lippert, Mackaij, Martín, Patiño, van Vleuten
Mannen: 2003 · 2004 · 2005 · 2006 · 2007 · 2008 · 2009 · 2010 · 2011 · 2012 · 2013 · 2014 · 2015 · 2016 · 2017 · 2018 · 2019 · 2020 · 2021 · 2022 · 2023 · 2024 · 2025
Vrouwen: 2018 · 2019 · 2020 · 2021 · 2022 · 2023 · 2024 · 2025
Canyon-SRAM · DSM · EF Education-TIBCO-SVB · FDJ-SUEZ · Fenix-Deceuninck · Human Powered Health · Israel Premier Tech Roland · Jayco AlUla · Jumbo-Visma · Liv Racing TeqFind · Movistar · SD Worx · Trek-Segafredo · UAE Team ADQ · Uno-X